# کی. وی. آناند
کی. وی. آناند (انگلیسی: K. V. Anand؛ زادهٔ ۳۰ اکتبر ۱۹۶۶ - درگذشته ۳۰ آوریل ۲۰۲۱) فیلم‌بردار و کارگردان فیلم اهل هند بود.
آناند فیلمبردار فیلم‌هایی همچون جنون، پسرها، سیواجی و یونیفورم قهوه‌ای بوده‌است. وی همچنین برندهٔ جوایزی همچون جایزه فیلم‌فیر جنوب بهترین فیلمبرداری شده‌است.

## مرگ
آناند در۳۰ آوریل ۲۰۲۱ در پی ایست قلبی در چنای درگذشت. وی همزمان تست مثبت کووید ۱۹ شده بود.